# Giuliano Gerbi
Giuliano Gerbi (Firenze, 26 dicembre 1905 – Genova, 25 gennaio 1976) è stato un giornalista italiano.

## Biografia
Di famiglia ebraica, era figlio di Edmo Gerbi (1874-1944), agente di cambio di Livorno, e di Iginia Levi (1876-1926) di Venezia, sorella del filosofo e storico Alessandro Levi e cognata del deputato socialista Claudio Treves. Il fratello Antonello Gerbi fu capo dell’Ufficio Studi della Banca Commerciale Italiana.
Cresciuto a Livorno si trasferì nel 1919 con la famiglia a Milano dove si laureò alla Università commerciale Luigi Bocconi. Attratto dal giornalismo sportivo, ancora studente iniziò a scrivere per il quotidiano del pomeriggio «L'Ambrosiano» dove divenne inviato speciale, occupandosi di tennis, calcio, sci e ciclismo.
Nel 1928 iniziò a collaborare con l’Ente Italiano per le Audizioni Radiofoniche (EIAR) effettuando per la prima volta in Italia radiocronache in diretta di partite di tennis della Coppa Davis, gare automobilistiche in Italia e all’estero, gare di sci, vari Giri d’Italia. Durante il Tour de France del luglio 1938 commentò giorno per giorno la storica vittoria di Gino Bartali.
Con l’emanazione delle Leggi razziali fasciste dell’autunno del 1938, che vietavano agli ebrei la professione di giornalista, si trovò senza lavoro e lasciò l’Italia per Parigi dove, grazie all’amico Giovanni Malagodi, allora direttore generale della Sudameris del Gruppo COMIT, ottenne un lavoro bancario a Bogotà in Colombia. Nel 1942 si trasferì a Boston dove viveva il fratello Claudio e poi a New York, dove accettò di lavorare per il programma mattutino di notizie in italiano della stazione radio italiana di New York WOV.
Nell’estate del 1942 fu assunto dal servizio radiofonico multilingue dello United States Office of War Information, ente propagandistico appena fondato dal presidente Franklin Delano Roosevelt.  Dopo l’8 settembre 1943 gli fu affidato, con lo pseudonimo di Mario Verdi, un commento radiofonico giornaliero che andò in onda per la prima volta il 23 settembre 1943 per 15 minuti due volte al giorno, unica trasmissione “firmata” della sezione italiana della Voice of America.
I suoi programmi erano trasmessi a onde corte e ritrasmessi a onde medie dall’Inghilterra con una buona facilità di ricezione. Da fine settembre 1943 alla liberazione d’Europa nel maggio 1945 Mario Verdi seguì i principali eventi bellici e di politica internazionale, attenendosi strettamente alle direttive americane riguardanti l’Italia. Ebbe invece via libera contro Hitler e i soldati tedeschi, di cui denunciò costantemente le crudeltà commesse a danno dei civili. Mano a mano che l’Italia veniva liberata riceveva centinaia di lettere al mese di elogio da parte di ascoltatori italiani nonché le lodi di vari giornali antifascisti, mentre i giornali fascisti lo attaccavano.
Dopo la seconda guerra mondiale divenne cittadino americano e continuò a lavorare per le principali emittenti commerciali italo-americane (WHOM e WOV) e per la Voce dell’America, passata sotto il controllo del Dipartimento di Stato. Nel 1949, dopo aver tentato invano di essere riassunto alla RAI per occuparsi di ciclismo, ebbe l’incarico dalla WOV di registrare le voci dei parenti italiani dei clienti americani di un’azienda alimentare, Progresso Italian Quality Food, nel programma La Grande Famiglia. Le interviste, registrate sui primi registratori professionali in varie località italiane e poi inviate su nastro in USA, riscossero un enorme successo provocando anche la commozione dei parenti. La Grande Famiglia fu fatta proseguire arrivando, nel 1953, a diciotto trasmissioni alla settimana e guadagnando l'elogio del primo Presidente della Repubblica Italiana, Luigi Einaudi. Il programma venne interrotto nel 1961 perché quasi tutti gli emigrati italo-americani di prima e seconda generazione erano morti.
Giuliano Gerbi tornò a Milano, dove riprese in parte il lavoro paterno in Piazza degli Affari, continuando la sua attività per giornali inglesi e per un'agenzia di stampa italiana specializzata nelle notizie di Borsa.
La moglie di Gerbi, la tedesca Ilse Malten, morì nel 1953 lasciandolo da solo con la figlia Vivian di tre anni. Morì nel 1976 per un incidente stradale mentre si recava in auto nella residenza di villeggiatura, vicino a Mentone.